# Euophrys marmarica
Euophrys marmarica là một loài nhện trong họ Salticidae.
Loài này thuộc chi Euophrys. Euophrys marmarica được Lodovico di Caporiacco miêu tả năm 1928.